# Knjižnica Fakultete za pomorstvo in promet Piran
Knjižnica Fakultete za pomorstvo in promet Piran je del Fakultete za pomorstvo in promet Piran, ki je pod okriljem Univerze v Ljubljani.

## Zgodovina
Leta 1994 je bila izvedena nadgradnja osrednjega dela stavbe, s čimer so bili pridobljeni novi funkcionalni prostori: knjižnica, čitalnica in  kabineti.

## Gradivo/zbirke/ureditev
Knjižnica omenjene fakultete hrani in izposoja gradivo strokovnih področji pomorstva, prometa, naravoslovnih ved, tehničnih znanosti, prava, ekonomije in drugih strok. V knjižnici arhivirajo tudi diplomske, magistrske in specialistične naloge ter doktorske disertacije. 
Fond celotnega knjižničnega gradiva znaša nad 20.000 inventariziranih enot ter nad 100 naslovov tujih in domačih strokovnih revij. Knjižnica je opremljena z računalniki, ki omogočajo dostop do svetovnega spleta in do brezžičnega omrežja Eduroam.
Knjižnica ima urejen dostop v mednarodno mrežo ter je dejavno vključena v sistem znanstvenotehnološkega informacijskega sistema v Sloveniji. Kot članica dejavno sodeluje v sistemu COBISS, ki uporabnikom omogoča iskanje po različnih podatkovnih zbirkah doma in v tujini.